# Batalla de Homs (1299)
La tercera batalla de Homs (o de Wadi al-Jazandar) fue una batalla librada en el contexto de las incursiones de los mongoles en Palestina en 1299 en el oeste de la actual Siria entre las fuerzas del Iljanato mongol de Persia y las del sultanato mameluco de Egipto. Su resultado fue una victoria pírrica de los primeros.